# 이그나시오 미라몬
후안 이그나시오 미라몬(스페인어: Juan Ignacio Miramón, 2003년 6월 12일~)은 아르헨티나의 축구 선수로 포지션은 미드필더이다. 현재 프랑스 리그 1의 릴 소속으로 활동하고 있다.